# Rufus Castle

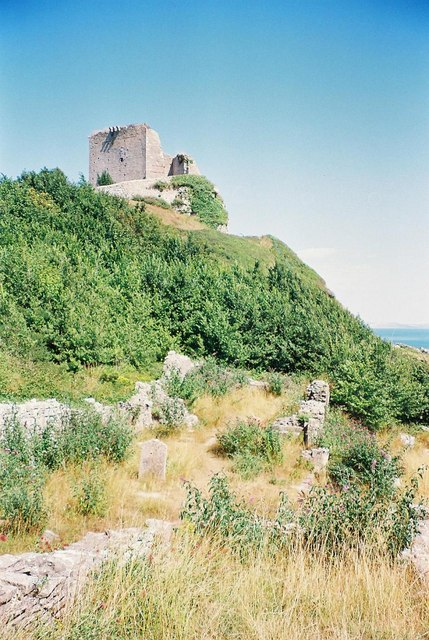
Rufus Castle und die Ruinen der St Andrew's Church

Rufus Castle, auch Bow and Arrow Castle genannt, ist die Ruine eines Blockhauses über der Church Ope Cove auf der Isle of Portland in der englischen Grafschaft Dorset. Die Höhenburg stammt vom Ende des 15. Jahrhunderts und steht möglicherweise an der Stelle eines älteren Gebäudes (von 1142), was sie zur ältesten Burg auf der Isle of Portland macht. Da die Burgruine auf einer Felsspitze steht, ging viel von der ursprünglichen Bausubstanz über die Jahre durch Erosion und Verfall verloren.
Die bis heute erhaltene Burgruine scheint der Donjon einer Festung gewesen zu sein, deren Fundamente weit oberhalb der Kirchturmspitze der St Andrew's Church lagen, die im Tal darunter liegt. Der fünfeckige Turm der Burg besitzt spätmittelalterliche Stückpforten und steht auf einem früheren Fundament im Norden und einer gestuften Säulenplatte im Westen, was ein früherer Donjon aus dem 12. Jahrhundert gewesen sein mag. Die Ruinen bestehen aus Teilen des Donjons, Abschnitten einer Mauer mit Schießscharten und einer Rundbogenbrücke aus dem 19. Jahrhundert über die Church Ope Road.
Die Burgruine und die Brücke hat English Heritage seit Januar 1951 als historische Bauwerke I. Grades gelistet. Es handelt sich dabei um eines von nur drei Gebäuden auf der Isle of Portland, die als historische Bauwerke I. Grades gelten. Zusätzlich gelten sie seit 1979 als Scheduled Monument.

## Geschichte
In alten Zeiten wurden für die Verteidigung gegen Angriffe auf der Insel Steuern erhoben, damit die erste Burg auf der Isle of Portland erbaut werden konnte. Rufus Castle wurde angeblich auf Geheiß König Wilhelms II. errichtet, aber die heute sichtbaren Gebäudereste stammen nicht aus dieser Zeit. 1142 hatte Robert, 1. Earl of Gloucester, die Burg von König Stephan für Kaiserin Matilda erobert. 1238 wurden weitere Befestigungen im Auftrag von Richard de Clare, dem damaligen Besitzer, hinzugefügt. Um 1256 erhielt Aylmer de Lusignan die königliche Erlaubnis, die „Insulam de Portand“ zu befestigen (engl.: Licence to Crenellate) und Robert, Earl of Gloucester, erhielt 14 Monate später eine ähnliche Genehmigung. Man nimmt allgemein an, dass an Rufus Castle alle Arbeiten, die auf diesen Genehmigungen beruhen, durchgeführt wurden. Überreste aus dieser Zeit finden sich nur noch in den Fundamenten oder fielen der Erosion durch das Meer zum Opfer.
Im 15. Jahrhundert, zwischen 1432 und 1460, ließ Richard, Duke of York, die Burg neu aufbauen; die heute sichtbaren Ruinen stammen aus dieser Zeit. Der Politiker und Schriftsteller John Penn ließ sein neugotisches Landhaus über dem Church Ope Cove zwischen 1797 und 1800 errichten. Penns neues Anwesen umfasste sowohl die Ruinen von Rufus Castle als auch die der früheren Pfarrkirche St Andrew's. Damals ließ Rufus die Burgruine verändern, um daraus eine pittoreske Folly zu machen: Er ließ eine Brücke über die Straße zur Church Ope errichten und zwei neue, große Öffnungen in den Burgmauern einbringen, einen Rundbogen in der Westfassade und einen Spitzbogen im Tudorstil in der Südfassade, der den Bereich um die ursprüngliche Eingangstüre ersetzte. 1989 brach der seewärtige Bogen der Burgruine zusammen und weitere Schäden zeigten sich. Ende des 20. Jahrhunderts schlug English Heritage vor, Restaurierungsarbeiten durchzuführen, um die Burgruine zu retten.

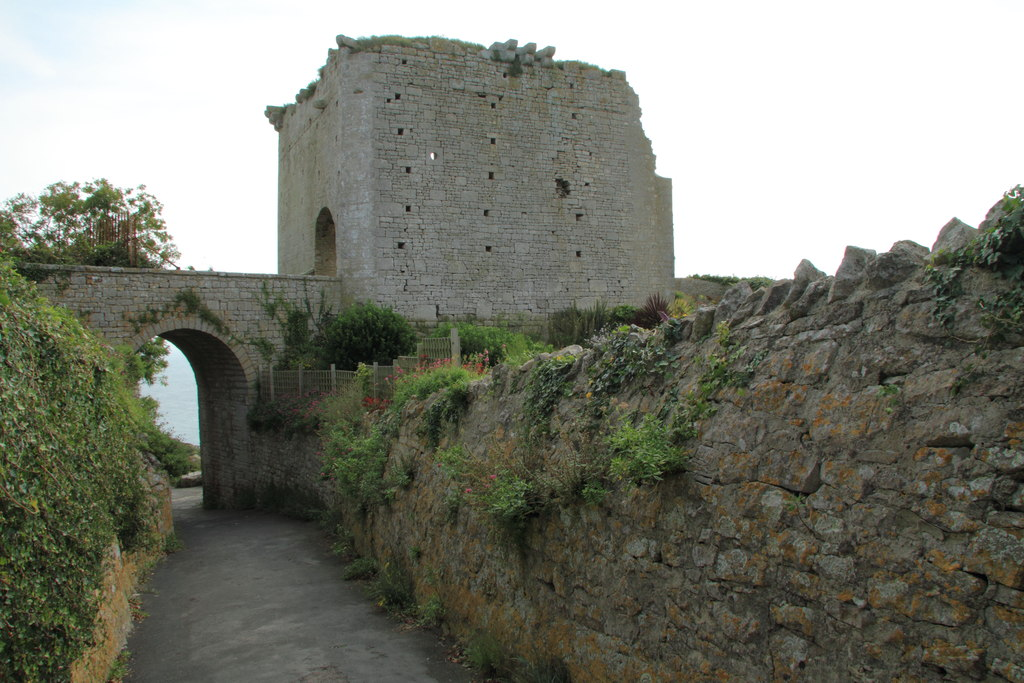
Rufus Castle vom öffentlichen Wanderweg aus

In den Jahren 2010–2012 wurden für English Heritage umfangreiche Restaurierungs- und Erhaltungsarbeiten an Rufus Castle ausgeführt. Die Burgruine wurde 2010 ins Heritage-at-Risk-Register aufgenommen. Um Mitte 2008 wurde beschrieben, dass die Burg eine Ruine sei und dringend Erhaltungsarbeiten durchzuführen seien.
Die Arbeiten begannen 2010 unter der Leitung des Architekten für historische Gebäude und Kirchen, Russ Palmer aus Honiton in Devon. Mit Hilfe eines Zuschusses von English Heritage wurde zunächst der Zustand der Burgruine untersucht und die erste Phase der notwendigen Reparaturen eingeleitet. Umfangreiche Reparaturen waren vonnöten, anfangs an den Mauern im Norden. Palmer schrieb die Arbeiten aus und als Ergebnis dieser Ausschreibung führte die Carrek Ltd sie zwischen Mai und Oktober 2010 zum Preis von £ 150.000 durch. Die Arbeiten umfassten die Sicherung der Mauerköpfe und den Schutz des ungeschützten Mauerkerns im unteren Bereich, das Ausfüllen von Fehlstellen zwischen Mauerkern und Verkleidung sowie die Reparatur der Mörtelbänder. Im November 2010 wurden die Arbeiten abgeschlossen.

## Beschreibung

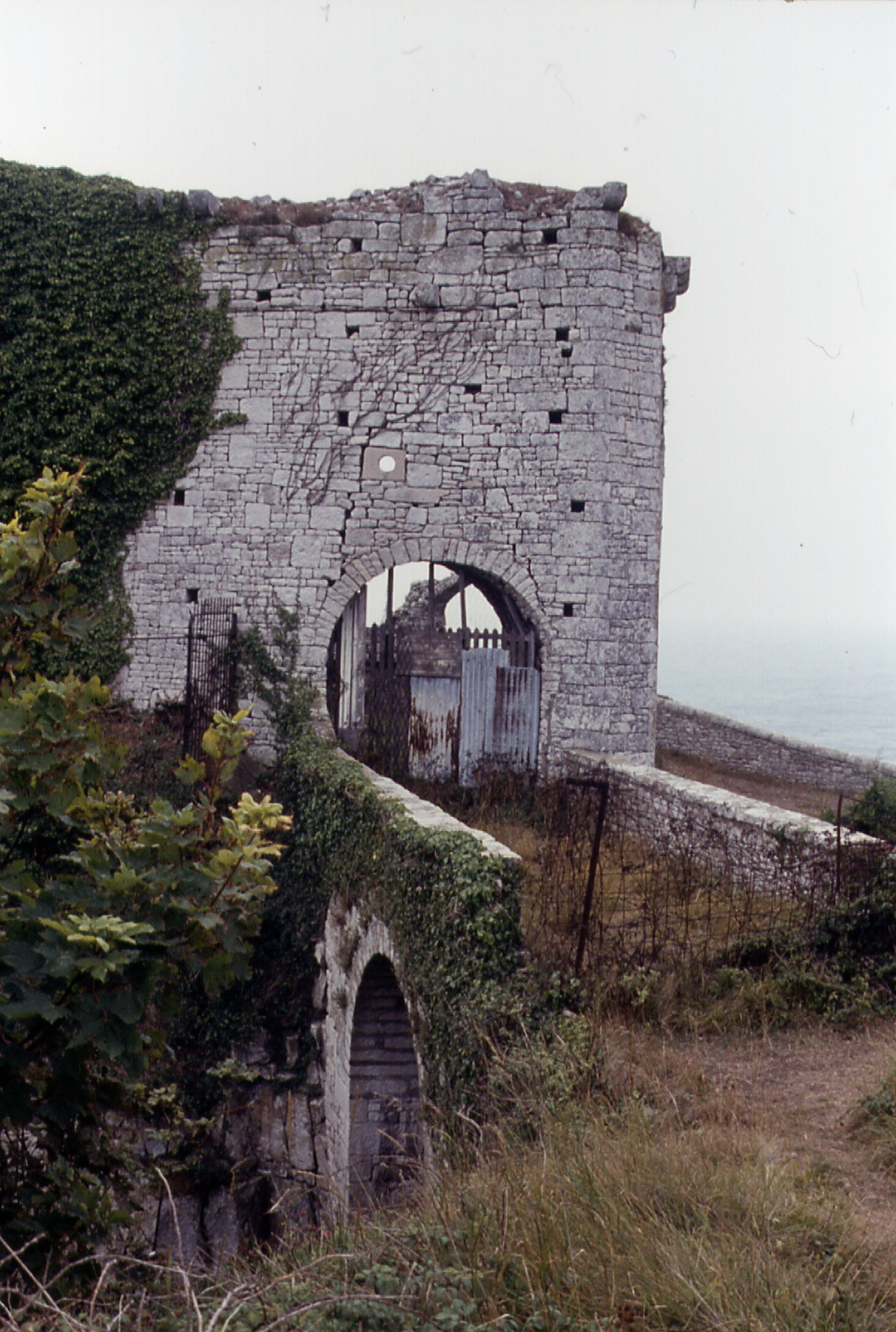
Oberer Teil der Brücke über den Burggraben und Eingang

Die Burg hatte einen fünfeckigen Grundriss, 2,1 Meter dicke Mauern und an den Fassaden der Landseite Stückpforten, die oft fälschlicherweise als Schießscharten bezeichnet werden. Darauf ist der zweite Name der Burg, Bow and Arrow Castle, zurückzuführen. Sie wurde aus Portlandstein errichtet; die Mauern bestehen aus vor Ort gefertigtem, grobem Werkstein. Rufus Castle hat Mauern aus grob behauenem Bruchstein und kein Dach. Drei Seiten des Fünfecks sind wesentlich länger als die anderen beiden.
In der Nord- und der Westmauer im Obergeschoss gibt es fünf runde Stückpforten. Auf dieser Höhe befinden sich auch Steinkonsolen in Dreiergruppen, die vermutlich zu einer hervorstehenden Steinbrüstung gehörten. Außerhalb des südlichen Eingangs liegen die Überreste der Steinfundamente. Von den „Steppes of Stone“ (Steinstufen), die in Gorses Antiquities und in Cokers Dorset erwähnt werden, findet man heute keinerlei Spuren mehr. Die Stufen verbanden die Burg und die alte Kirche von St Andrew.

## Eigner
Rufus Castle gehört derzeit Mark Watson aus Bournemouth. Laut Watson empfanden die vorherigen Eigner die Burgruine als solche Belastung, dass sie sie ihm 1997 für £ 1 verkauften. Watson wollte sie in eine Touristenattraktion umbauen. 1997 sagte er, dass die Leute dies vielleicht für eine dumme Idee hielten, er aber sicher sei, dass es funktionieren würde. Er wollte eine Stiftung gründen und die Ruine als einen örtlichen Teil des nationalen Erbes und Touristenattraktion erhalten. Allerdings wurden diese Pläne nie in die Tat umgesetzt.